# Mesovelia indica
Mesovelia indica är en insektsart som beskrevs av Géza Horváth 1915. Mesovelia indica ingår i släktet Mesovelia och familjen vattenspringare. Inga underarter finns listade i Catalogue of Life.